# Cantone di Peyruis
Il Cantone di Peyruis è una divisione amministrativa soppressa dell'arrondissement di Forcalquier.
A seguito della riforma approvata con decreto del 24 febbraio 2014, che ha avuto attuazione dopo le elezioni dipartimentali del 2015, dall'aprile 2015 è stato diviso tra il Cantone di Forcalquier e il Cantone di Château-Arnoux-Saint-Auban.

## Composizione
Comprendeva 4 comuni:
- La Brillanne (poi nel Cantone di Forcalquier)
- Ganagobie (poi nel Cantone di Château-Arnoux-Saint-Auban)
- Lurs (poi nel Cantone di Forcalquier)
- Peyruis (poi nel Cantone di Château-Arnoux-Saint-Auban)